# 인디아스테이트은행

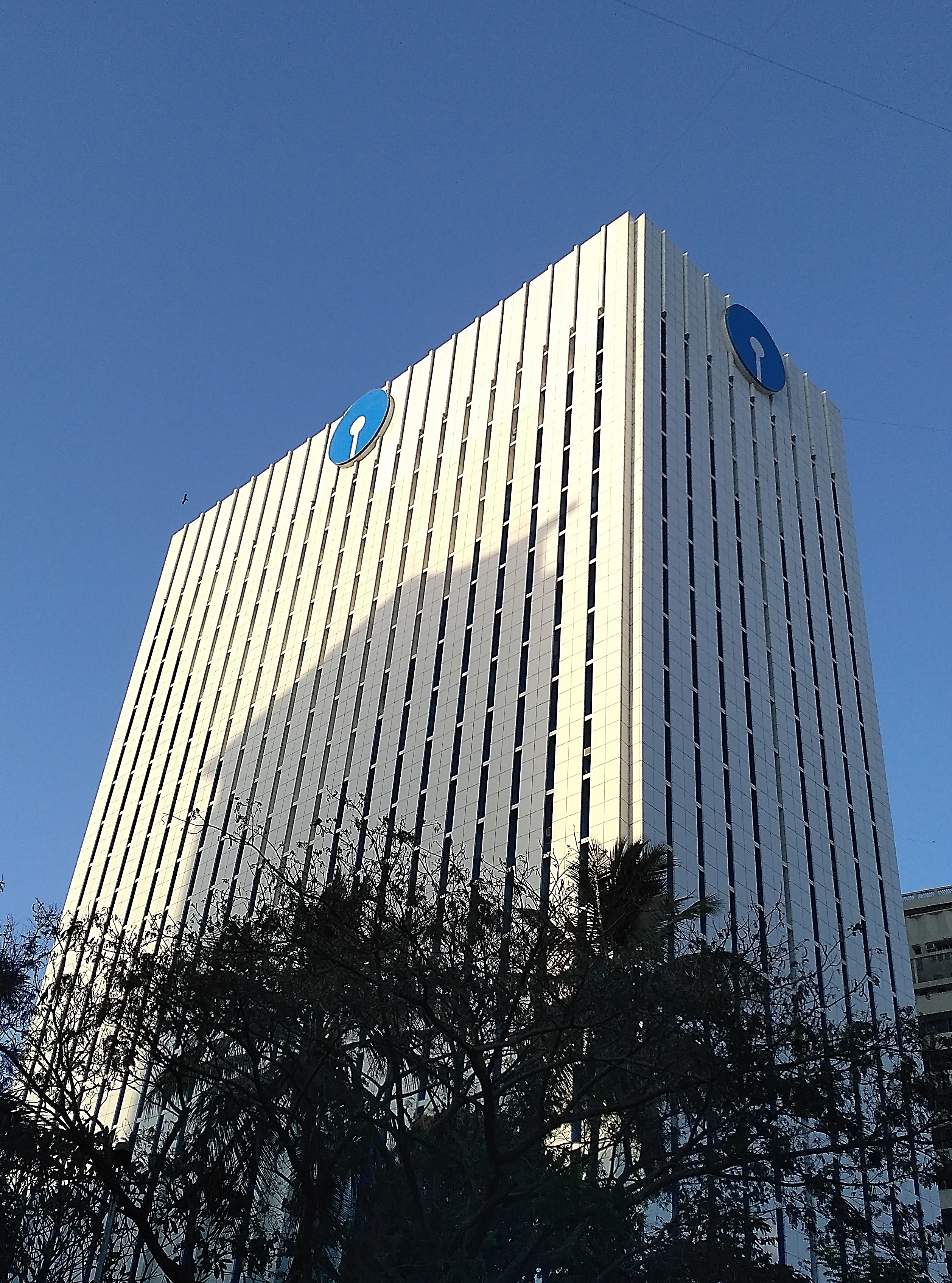

인디아스테이트은행(State Bank of India, SBI)은 뭄바이에 본사를 둔 인도의 다국적 은행이자 금융 서비스 기업이다. SBI는 세계에서 43번째로 큰 은행이며 2020년 기준 세계 최대의 기업 목록의 포춘 글로벌 500에서 221위의 순위를 올렸고 이는 해당 목록에 등재된 인도 유일의 은행이다.
인도의 스타트업 컴퍼니의 지원을 시도하고 있다.

## 같이 보기
- 포브스 글로벌 2000